# گورچونی‌دوبوکا
گورچونی‌دوبوکا (به مجاری:  Görcsönydoboka) یک منطقهٔ مسکونی در مجارستان است که در ناحیه موهاچ واقع شده‌است.